# Haroldswick

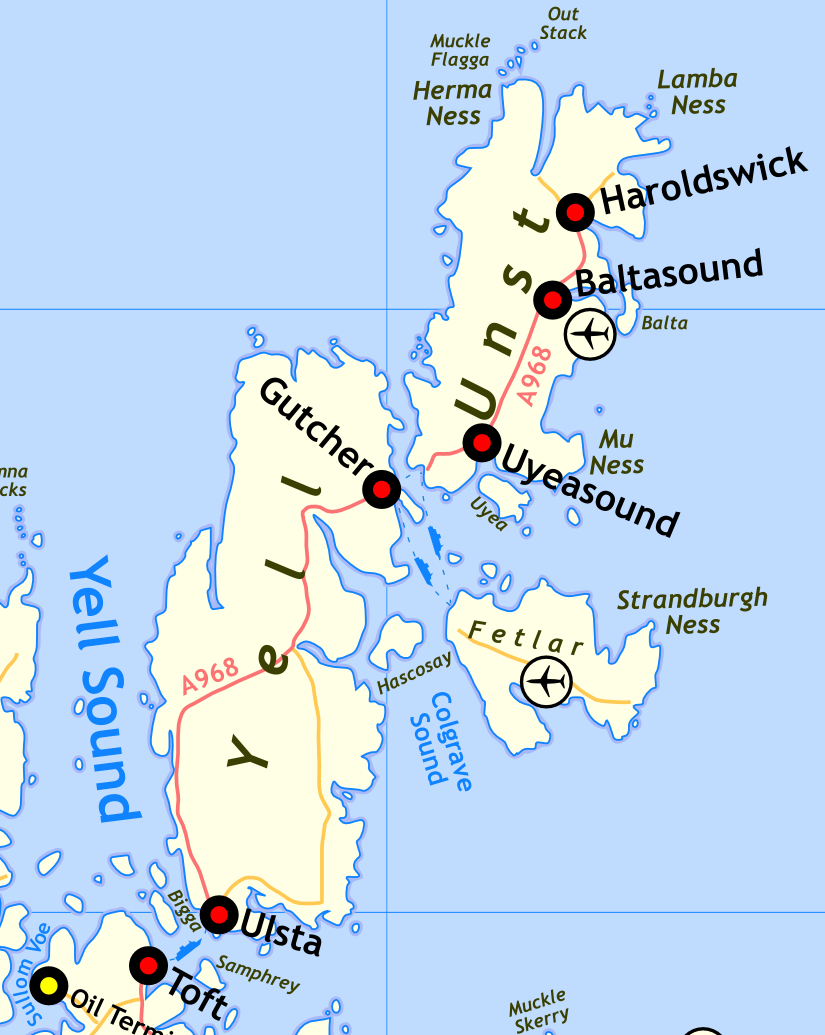

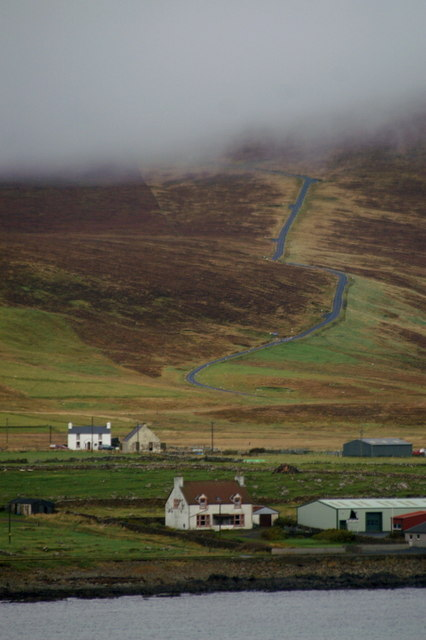
Haroldswick, Boat Haven und die Straße zur alten RAF-Radarstation

Haroldswick  ist ein Ort an der Nordostküste der britischen Insel Unst, der nördlichsten bewohnten Insel im Archipel der Shetlandinseln.
Er ist das nördlichste Dorf und eine der nördlichsten Wohnplätze des Vereinigten Königreichs. Die Siedlung liegt am Kopf der namensgebenden Bucht Harold's Wick etwa 3 km nördlich vom Hauptort Baltasound und hatte 1991 als zweitgrößte Siedlung auf Unst 300 Einwohner.

## Infrastruktur

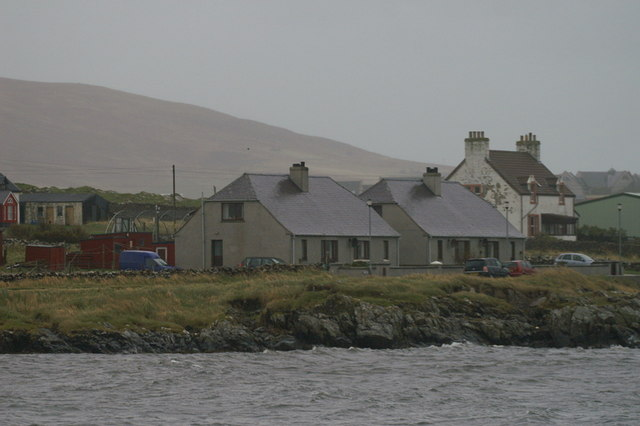
Haroldswick, Beach Road

Haroldswick ist sowohl über national als auch regional klassifizierte Straßen erreichbar und liegt am Endpunkt der A968, der einzigen Nationalstraße auf Unst, die gen Süden über Baltasound und die Insel Yell bis zur Hauptinsel der Shetlands nach Mainland reicht. Weiter nach Nordwesten wird bei Haroldswick die A968 zur Regionalstraße B9086, die den Loch of Cliff passierend zur Westküste der sich tief nach Süden eingrabenden Förde Burra Firth führt. In Nordnordöstliche Richtung verläuft vorbei am früher militärisch und heute touristisch genutzten Berg Saxa Vord – mit 285 m die höchste Erhebung auf Unst – die nördlichste klassifizierte Straße im Vereinigten Königreich, die im Ort beginnende etwa drei Kilometer lange B9087. Höher nach Norden Richtung Norwick verlaufen ausschließlich unklassifizierte Straßen bis nach Skaw, wo die nördlichste britische Straße endet. Ein Schienennetz zur Personenbeförderung gab es nie auf Unst, lediglich zum Abtransport von Steinbrucherträgen wurde zeitweilig eine Schmalspurbahn genutzt. Der nächstgelegene Flughafen ist der Baltasound Airport.
Bis zur Schließung 1999 befand sich in Haroldswick das nördlichste Postamt der britischen Inseln. Die örtliche Grundschule wurde bereits 1997 geschlossen. Weiterhin gibt es ein Geschäft und ein Café im Ort. Größter Arbeitgeber der traditionell von Fischerei lebenden Inselbewohner war von 1957 bis 2006 eine als Frühwarnstation eingerichtete Radaranlage der Royal Air Force auf Saxa Vord.

## Sehenswürdigkeiten und Tourismus
In Haroldswick gibt es zwei heimatkundlich und regionalgeschichtlich ausgerichtete Museen. Zum einen das im alten Schulgebäude untergebrachte Heimatmuseum Unst Heritage Centre; zum anderen das benachbarte und gemeinsam betriebene Boots- und Fischereimuseum Unst Boat Haven mit Schwerpunkt auf den Bootsbau der Shetlands unter Einbeziehung der Färöer und angrenzender norwegischer Küstenregionen. Schließlich standen die Shetlands vom 9. bis zum 15. Jahrhundert unter norwegischer Herrschaft, dauerte der anschließende Eingliederungsprozess in die schottische Reichsverwaltung Jahrhunderte und korrespondieren die entfernter benachbarten Färöer als gleichermaßen raue Inselgruppe in den äußeren Lebensbedingungen und der Mentalität eher als das Festland.
Etwas abseits von der Küste, in der Nähe der stillgelegten Radarstation befindet sich mit der zwischen 1990 und 1993 erbauten methodistischen Haroldswick Methodist Church der nördlichste Sakralbau in UK. Der vorherige Kirchenbau musste wegen Sturmschäden abgerissen werden.
Unweit von Haroldswick auf der südlich gelegenen Hügelkette Muckle Heog befindet sich Harold’s Grave, ein 50 mal 25 Fuß großes Steinhügelgrab, das fälschlich als Ruhestätte des im späten 9. Jahrhundert die Shetlands in Besitz nehmenden ersten norwegischen Königs Harald Hårfagre angesehen und Namensgeber sowohl für die Bucht als auch den Ort wurde. Auch wenn es bei dem Cairn sich nicht um ein Königsgrab handeln dürfte, sondern um das eines gewöhnlichen Wikingerfürsten oder -prinzen, konnten Schatzsucher im 19. Jahrhundert ein Paar bemerkenswerte Bronzebroschen finden, die im Shetland Museum in Lerwick ausgestellt sind.

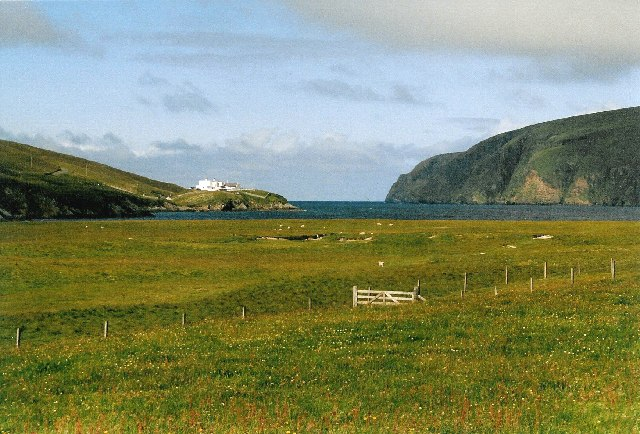
Burra Firth, im Hintergrund Besucherzentrum Hermaness

Haroldswick bildet ein kleines touristisches Zentrum, das 2007 durch die Errichtung eines Resorts auf dem Gelände der im Vorjahr aufgegebenen Frühwarnstation der Luftwaffe am Saxa Vord aufgewertet wurde. Die Hänge des sich von Meereshöhe 285 m erhebenden Bergs sind jedoch im Vereinigten Königreich schwerster Stürme wegen berüchtigt. 1962 wurde dort kurzzeitig schon der inoffizielle Rekordwert von 285 km/h gemessen, doch konnte nicht weiter gemessen werden, weil die Messstation hinweggeweht worden war. Im Winter 1991/92 erlitt die Radarstation der RAF schwere Sturmschäden bei Windgeschwindigkeiten von vermutlich bis zu 317 km/h.
Als einzige nennenswerte Siedlung im Nordteil von Unst ist Haroldswick meist auch Ausgangspunkt für Tagesausflüge zum Kap Hermaness im äußersten Nordwesten der Insel. Seit 1955 ist die von Klippen umfasste Moor- und Heidelandschaft ein vom Scottish Natural Heritage verwaltetes nationales Naturschutzgebiet.
Das herbe Klima und die karge Landschaft hat eine eigentümliche Fauna und Flora hervorgebracht, aus der von Besuchern besonders geschätzt diverse Orchideen-, Seevögel- und andere Vogel- sowie Robbenarten hervorstechen.